# イナリワン
イナリワン（欧字名:Inari One、1984年5月7日 - 2016年2月7日）は、日本の競走馬、種牡馬。
1989年のJRA賞年度代表馬、JRA最優秀5歳以上牡馬、2016年選出のNARグランプリ特別表彰馬である。主な勝ち鞍は、1989年の天皇賞（春）（GI）、宝塚記念（GI）、有馬記念（GI）。1988年の東京大賞典。1987年の東京湾カップ、東京王冠賞。
大井競馬でデビューし、1989年からは中央競馬に移籍し活躍した。GI2連勝後の秋には、オグリキャップとスーパークリークに並び立ち「平成三強」と呼ばれ、古馬路線の三タイトルで中心的存在となった。平成三強の野武士と呼ばれた。地方競馬からの刺客と評された。

## 生涯

### デビューまで

#### 誕生までの経緯
テイトヤシマは、1970年に北海道浦河町のヤシマ牧場で生産された牝馬で、父はイギリスダービー優勝馬のラークスパーであった。競走馬としてデビューすることなく繁殖牝馬となり、1974年の初仔は死亡、76年の2番仔は不出走となっている。3、４、5番仔は北海道静内町の藤川昭牧場で生産された。以降、6番仔は浦河町の川崎清牧場、7番仔はヤシマ牧場、8番仔は浦河町の松田敏牧場にてそれぞれ生産された。
8番仔は後にミカホーマーと名付けられて中央競馬でデビューし、1986年に3勝を挙げることになるが、それ以前は、3頭の産駒が不出走、不受胎による空胎が2年あった。また、デビューした3頭の産駒はすべて地方競馬で走ったが、2頭は勝利を挙げられず、4番仔であるコウシンファスト（父:ボールドコンバタント）の38戦1勝が最高成績であった。ミカホーマーが産まれた1983年、テイトヤシマはミルジョージと交配。1984年5月7日、北海道門別町の山本実儀牧場にて9番仔である鹿毛の牡馬（後のイナリワン）が誕生する。同年、テイトヤシマはマタボーイと交配するも、不受胎に終わり、12月には用途変更となっている。

#### 幼駒時代
同じ年に牧場で生産されたのは8頭であったが、テイトヤシマの9番仔は、実儀の子である山本文雄によれば、目立つ存在ではなかったという。当歳夏に大井競馬場所属の調教師である福永二三雄に見出され、福永が2歳春に城南製作所代表取締役である保手浜弘規を紹介。福永は「小柄だが精悍でバランスが良い馬だ。ミルジョージの仔は最初の世代から世話して熟知しているが、イナリワンはミルジョージの分身といった感じで生き写し。賢そうで、気性も競走馬向きと思った」、保手浜は「馬相が良く、目に澄み切った海底をのぞくような深いものを感じた。値段の交渉もほとんどせずに買いました」と回顧している。ミルジョージ産駒は、ダートで活躍する傾向にあったため、9番仔も地方競馬でのデビューが決定。保手浜は、地方競馬でデビューさせる馬に与える冠名で大井競馬場近くの穴守稲荷神社に由来する「イナリ」に、「一番出世して欲しい馬」という願いの「ワン」を組み合わせ、「イナリワン」の登録名を9番仔に与えた。
イナリワンは、福永厩舎に入厩した。福永はデビュー前のイナリワンを「緩さは残るが、絶対走るから乗ってみろ」と騎手の宮浦正行に紹介。宮浦が騎乗してみると、角馬場では躓いて、キャンターすることができなかったが、外馬場では「（前略）のびのび走らせてみると全身を使って走るし、パワーも凄かった」と回顧している。以降、宮浦がしばらく騎乗することとなる。

### 競走馬時代

#### 大井競馬時代（1986-88年）
1986年12月9日、大井競馬場の新馬戦（ダート1000メートル）でデビュー。2着に4馬身差を付けて初勝利を挙げる。続いて翌1987年の正月競馬に登録を行ったが、出走を取り消した。春の目標とした羽田盃、東京ダービーを断念したものの、以後連勝。秋には南関東三冠の最終戦である東京王冠賞に出走、チャンピオンスターに1馬身差を付けて優勝し、重賞初制覇を果たした。暮れは「出てくれば当然1番人気と思われた」（林重治郎）東京大賞典ではなく、船橋競馬場の新設重賞である東京湾カップを選択し、勝利を挙げ、8連勝とした。
翌1988年、3月3日の金盃は苦手の重馬場となる中、2番人気で出走。スタートで出遅れて追い込んだが、先に抜け出したチャンピオンスターに届かず3着、初の敗戦となった。続く帝王賞も当日の降雨で重馬場となり、2番人気に推されたが、後方待機のまま7着。その後はオールカマーからジャパンカップ出走を目論んでいたが、オールカマーの地方競馬代表には選出されなかった。またもや重馬場となった8月の関東盃では、イーグルシャトーの逃げに敵わず5着、11月2日の東京記念は3着に敗れた。11月23日には、全日本サラブレッドカップの招待馬に選出、初めて笠松競馬場に遠征し出走した。スローペースの2番手につけたが、後方から追い込んだフェートノーザンに第3コーナーから最終コーナーにかけてかわされ2着。後に宮浦は、仕掛けを遅らせたことを自らの騎乗ミスであると振り返っている。
12月29日の東京大賞典では、勝利した暁には中央競馬に移籍し天皇賞（春）を目指すと宣言した。東京王冠賞、ダービーグランプリなど6連勝中だったアエロプラーヌが1番人気、アラナスモンタが2番人気と続き、3番人気で出走。アエロプラーヌがスローペースで逃げる一方、宮浦は控える戦法を選択した。直線で末脚を見せると、代わって先頭となったアラナスモンタを半馬身差し切って勝利。宮浦にとっては、1978年のハツシバオー以来2回目となる東京大賞典優勝であった。保手浜は、改めて中央競馬への移籍を宣言、翌年の天皇賞（春）と宝塚記念を目標とし、岡部幸雄とともに参戦する計画も併せて発表した。翌1989年1月10日、地方競馬の競走馬登録を抹消し、美浦トレーニングセンターの鈴木清厩舎に転厩した。以降、福永はアドバイザーとしてイナリワンへの関与を継続している。

#### 中央競馬時代（1989-90年）
2月11日、京都競馬場のすばるステークス（OP）に小島太が騎乗して中央競馬デビュー。折り合いを欠いて入れ込みながらの追走となり、直線には2番手で差し掛かったが、以降は伸びず4着。小島は「はじめての芝と道悪で条件が厳しかった。（後略）」としている。続く3月12日の阪神大賞典（GII）でJRAの重賞初出走。後方待機から、最後の直線で追い上げにかかったが、スルーオダイナの斜行で進路妨害を受けて6位入線。スルーオダイナの失格処分により繰り上がり、5着となった。

##### 天皇賞（春）
それから4月29日、天皇賞（春）（GI）に出走。陣営は、近走のかかるクセを改善するため、鞍上にクセのある馬への騎乗について、評価の高かった武豊を起用。武は前年の菊花賞優勝馬であるスーパークリークの主戦騎手であったが、体調不良、脚部不安で戦線を離脱していたため、イナリワンへの騎乗が実現した。人気は、スルーオダイナとランニングフリーがオッズ3倍台、コクサイトリプルが7.6倍、イナリワンはそれに次ぐ9.3倍の4番人気であった。最内枠から発走し、上位人気のスルーオダイナとランニングフリーの背後である、中団後方に位置。最初のゴール板通過では、スタンドの喚声に反応してしまったが、武は馬群に入れて、前方に他の馬を置くことで折り合いをつけた。2周目の向こう正面、外から追い上げて、第3コーナーの坂を登り下りすると、最終コーナーを逃げたミヤマポピー、2番手で先行したミスターシクレノン、中団にいたランニングフリーに次ぐ4番手で通過。直線では、ミスターシクレノンとランニングフリーの間から追い込み、残り200メートルで抜け出して独走した。後方との差を5馬身まで広げて先頭で入線、移籍後初勝利かつGI初勝利と相成った。
走破タイム3分18秒8は、モンテプリンスが1982年の天皇賞（春）で樹立したコースレコードおよびレースレコードを0.4秒更新。また、1954年秋のオパールオーキット、1956年秋のミッドファーム、1961年秋のタカマガハラ、1962年春のオンスロート、1968年春のヒカルタカイに続いて史上6頭目、21年ぶりとなる地方競馬出身競走馬による天皇賞勝利となった。加えて、武は父の武邦彦が19度挑戦しても届かなかった天皇賞を初挑戦で優勝、当日は20歳であり、天皇賞優勝騎手としては、1939年の帝室御賞典・秋（天皇賞の前身）をテツモンで制した保田隆芳の19歳に次ぐ、史上2番目の若さであった。そのうえ、生産した山本にとっては、初めてのJRA重賞勝利が天皇賞であった。表彰式では、イナリワンの左右で鈴木と福永が共に轡を取り、優勝レイは福永に贈られている。

##### 宝塚記念
続いて6月11日、宝塚記念（GI）に再び武とともに出走。皐月賞優勝馬のヤエノムテキとともに単枠指定制度の対象となり、人気はヤエノムテキが単勝オッズ2.5倍の1番人気、イナリワンは4.8倍の2番人気、目黒記念優勝馬のキリパワーが4.9倍の3番人気であった。また出走メンバーには、東京優駿優勝馬のサクラチヨノオー、優駿牝馬優勝馬のコスモドリーム、安田記念優勝馬のフレッシュボイス、バンブーメモリーなど総勢7頭のGI優勝馬が揃っていた。
スタートから先行し、逃げるダイナカーペンター、シヨノロマンに次ぐ好位の3番手で1、2コーナーを通過。第3コーナーでは、シヨノロマンをかわして2番手、最終コーナーでダイナカーペンターに並びかけて、直線で抜け出した。先行したために末脚は鈍り、後方待機から追い込むフレッシュボイスに差を縮められ、並んだところで入線。クビ差イナリワンが先着しており、GI連勝となった。

##### 毎日王冠
夏休みを経て、秋は毎日王冠（GII）で始動。武はスーパークリークの復帰初戦、同日開催の京都大賞典に騎乗したため、柴田政人に乗り替わった。春を全休し、復帰2戦目、連勝中のオグリキャップが単勝オッズ1.4倍の1番人気、デビュー以来2着以内を保ち、高松宮杯優勝から臨むメジロアルダンが2.9倍の2番人気。イナリワンは単勝オッズ9.0倍の3番人気であった。
スタートから後方に位置、オグリキャップをマークする形で追走した。直線では、内で7番人気ウインドミルとメジロアルダンが先頭を争う一方、オグリキャップとマークするイナリワンは大外に展開。先んじてオグリキャップが先頭争いを制したメジロアルダンとの差を縮めたが、イナリワンがメジロアルダンとオグリキャップの間を突いて脚を伸ばしてかわし、先頭となった。オグリキャップだけがそれに追いすがり、2頭がならびかけたところで入線。写真判定の末、オグリキャップのハナ差先着が認められ、イナリワンは2着に敗れた。（競走に関する詳細は、第40回毎日王冠を参照。）
その後、10月29日の天皇賞（秋）（GI）では体が減って神経質な様子を見せ、スタート直後に躓いて後方からとなり、追い込むも6着、11月26日のジャパンカップ（GI）でも同様に追い込み11着に敗れた。

##### 有馬記念
続いて、年末のファン投票で選出馬となり、12月24日の有馬記念（GI）に参戦。陣営は、連敗の原因を食事量の減少によって負荷のかかる追い切りができず、仕上がらないまま出走したためであると分析していた。鈴木は、連敗中にいた東京競馬場の馬房であると、落ち着きがないことに気付き、ジャパンカップ後に、イナリワンにとっては未知の場所である中山競馬場に一時入厩させ、美浦トレーニングセンターに戻るという対策を講じた。すると、イナリワンの食事量は回復。1週間前、当週の追い切りでは負荷の大きいメニューをこなして、充実した状態での出走が実現した。当日は、天皇賞（秋）2着、ジャパンカップ2着のオグリキャップが単勝オッズ1.4倍の1番人気、天皇賞（秋）優勝、ジャパンカップ4着のスーパークリークが3.1倍、4歳馬のサクラホクトオーが12.6倍、そしてイナリワンは16.7倍の4番人気であった。このうち、オグリキャップとスーパークリークは単枠指定制度の対象となっており、「二強」とも呼ばれた。

スタートから「二強」が先行しそれぞれ2、3番手を占める一方、イナリワンは後方に待機、2周目の向こう正面から外に持ち出し、位置を上げていた。オグリキャップが第3コーナーで逃げるダイナカーペンターを捉え、スーパークリークもそれに応じて差を詰め、最終コーナーは「二強」が並んだ状態で通過。イナリワンは外から中団馬群をかわしたのち、内に転進しその「二強」の背後を捉えた。直線では、ランニングフリーとともに追い上げを開始。「二強」からはスーパークリークがオグリキャップを下して先に抜け出し、追い上げる2頭からはイナリワンが末脚を利かせて追い込み、粘るスーパークリークをイナリワンが外から追う形となった。イナリワンがスーパークリークに並びかけたところで入線、写真判定の末、イナリワンのハナ差先着が認められ、GI3勝目となった。
走破タイム2分31秒7は、1984年にシンボリルドルフが樹立したコースレコードおよびレースレコードを1.1秒更新。同一年の宝塚記念と有馬記念を制したのは、1963年リユウフオーレル、1965年シンザン、1970年スピードシンボリに続いて29年ぶり史上4頭目であった。
この年の「フリーハンデ」では、ハンデキャッパーが首位を「実力のオグリキャップ、実績のイナリワン」（優駿編集部）のどちらに与えるかで激論となり、2時間半の時間を費やし、結局両者が首位の「65」。以下、スーパークリークの「63」メジロアルダンの「60」ヤエノムテキの「59」と定められた。「65」は、シンボリルドルフの「70」タマモクロスの「68」カツラギエースの「66」に次ぐ史上4番目であり、テンポイントに並ぶ評価であった。またJRA賞では、全172票中140票を集めてJRA賞年度代表馬に、同様に144票を集めてJRA賞最優秀5歳以上牡馬に選出された。
翌1990年は、3月11日の阪神大賞典で始動。負担重量62キログラムに加えて、良馬場にもかかわらず馬場の荒れているところに脚をとられて伸びず、ブービー賞の5着敗退。続く天皇賞（春）では、先行するスーパークリークの後方につけて、直線で追い込んだが、半馬身及ばず2着。それから6月10日の宝塚記念では、後方待機から追い込むも、勝利したオサイチジョージに5馬身以上遅れた4着となった。
美浦トレーニングセンターで夏休みを過ごし、秋はオールカマーから天皇賞（秋）というローテーションを予定していたが、9月初旬に右前脚の球節に不安が生じたために断念。その後は、回復することなく競走馬を引退し、第35回有馬記念当日の12月23日に引退式が行われた。

### 種牡馬時代
引退後は種牡馬として日高軽種馬農協門別種馬場に繋養された。福永厩舎に入った初年度産駒ツキフクオーが、東京王冠賞親子制覇など大井で活躍。他にイナリコンコルド（大井記念・東京記念など）、シグナスヒーロー（日経賞2着など）が産まれた。
2004年を限りに種牡馬から引退し、以後は門別町のポニーファームで功労馬として過ごす。その後繋養先が何度か移転し、2010年7月には茨城県北茨城市のオールドウェスト乗馬クラブで繋養されていると報じられた。2014年12月からは功労馬繋養展示事業の助成を受け、北海道占冠村のあるぷすペンションで過ごした。2016年2月7日に老衰のため32歳で死亡。

## 競走成績
以下の内容は、netkeiba.com、JBISサーチ、『優駿』2010年1月号の情報に基づく。
| 競走日 | 競走日 | 競走日 | 競馬場 | 競走名              | 格  | 距離（馬場）  | 頭 数 | 枠 番 | 馬 番 | オッズ（人気） | 着順     | タイム （上がり3F） | 着差     | 騎手      | 斤量 [kg] | 1着馬（2着馬）         | 馬体重 [kg] |
| ------ | ------ | ------ | ------ | ------------------- | --- | ------------- | ----- | ----- | ----- | -------------- | -------- | ------------------- | -------- | --------- | --------- | ---------------------- | ----------- |
| 1986.  | 12.    | 09     | 大井   | 3歳新馬             |     | ダ1000m（良） | 9     | 6     | 6     | 000-00（1人）  | 01着     | 1:03.2              | -0.9     | 0宮浦正行 | 53        | （シャレーセデス）     | 454         |
| 1987.  | 01.    | 02     | 大井   | 151万下             |     | ダ1400m（良） | 8     | 1     | 1     | 出走取消       | 出走取消 | 出走取消            | 出走取消 | 0宮浦正行 | 54.5      | チャンピオンスター     | 計不        |
|        | 05.    | 20     | 大井   | 155万下             |     | ダ1500m（良） | 8     | 6     | 6     | 000-00（1人）  | 01着     | 1:37.2              | -0.4     | 0宮浦正行 | 54        | （エスペラント）       | 456         |
|        | 06.    | 14     | 大井   | 360万下             |     | ダ1600m（良） | 10    | 8     | 9     | 000-00（1人）  | 01着     | 1:45.4              | -0.2     | 0宮浦正行 | 54        | （ミスターシュウ）     | 455         |
|        | 06.    | 28     | 大井   | ライラック特別      |     | ダ1600m（良） | 12    | 6     | 8     | 000-00（1人）  | 01着     | 1:44.1              | -0.3     | 0宮浦正行 | 54        | （リンドマシーン）     | 452         |
|        | 08.    | 21     | 大井   | りんどう特別        |     | ダ1600m（良） | 10    | 8     | 9     | 000-00（1人）  | 01着     | 1:43.2              | -0.5     | 0宮浦正行 | 55        | （ニュータカラヒ）     | 449         |
|        | 09.    | 23     | 大井   | トゥインクルエイジ  |     | ダ1700m（良） | 8     | 1     | 1     | 000-00（1人）  | 01着     | 1:50.0              | -0.3     | 0宮浦正行 | 54        | （ハナキリュウ）       | 451         |
|        | 11.    | 11     | 大井   | 東京王冠賞          |     | ダ2600m（良） | 10    | 3     | 3     | 000-00（1人）  | 01着     | 2:52.7              | -0.2     | 0宮浦正行 | 57        | （チャンピオンスター） | 447         |
|        | 12.    | 28     | 船橋   | 東京湾C             |     | ダ2000m（良） | 10    | 4     | 4     | 00000-（1人）  | 01着     | 2:10.4              | -0.0     | 0宮浦正行 | 57        | （マルケンアキーラ）   | 447         |
| 1988.  | 03.    | 03     | 大井   | 金盃                |     | ダ2000m（重） | 11    | 4     | 4     | 00000-（2人）  | 03着     | 2:06.8              | -1.0     | 0宮浦正行 | 54.5      | チャンピオンスター     | 450         |
|        | 04.    | 13     | 大井   | 帝王賞              |     | ダ2000m（重） | 14    | 2     | 2     | 00000-（2人）  | 07着     | 2:08.2              | -1.2     | 0宮浦正行 | 56        | チャンピオンスター     | 441         |
|        | 08.    | 10     | 大井   | 関東盃              |     | ダ1600m（重） | 10    | 2     | 2     | 000-00（4人）  | 05着     | 1:40.9              | -1.5     | 0宮浦正行 | 54        | イーグルシャトー       | 453         |
|        | 11.    | 02     | 大井   | 東京記念            |     | ダ2400m（良） | 10    | 6     | 6     | 00000-（3人）  | 03着     | 2:36.2              | -0.3     | 0宮浦正行 | 54        | ダッシュホウショウ     | 451         |
|        | 11.    | 23     | 笠松   | 全日本サラブレッドC |     | ダ2500m（良） | 10    | 3     | 3     | 00000-（3人）  | 02着     | 2:50.1              | -0.3     | 0宮浦正行 | 56        | フェートノーザン       | 450         |
|        | 12.    | 29     | 大井   | 東京大賞典          |     | ダ3000m（良） | 12    | 2     | 2     | 00000-（3人）  | 01着     | 3:17.3              | -0.1     | 0宮浦正行 | 56        | （アラナスモンタ）     | 448         |
| 1989.  | 02.    | 11     | 京都   | すばるS             |     | 芝2000m（重） | 9     | 4     | 4     | 003.70（2人）  | 04着     | 02:02.8（35.9）     | -0.1     | 0小島太   | 58        | チュニカオー           | 444         |
|        | 03.    | 12     | 阪神   | 阪神大賞典          | GII | 芝3000m（良） | 11    | 6     | 7     | 005.30（2人）  | 05着     | 03:07.7（35.8）     | -0.3     | 0小島太   | 57        | ナムラモノノフ         | 444         |
|        | 04.    | 29     | 京都   | 天皇賞（春）        | GI  | 芝3200m（良） | 18    | 1     | 1     | 009.30（4人）  | 01着     | R3:18.8（36.0）     | -0.8     | 0武豊     | 58        | （ミスターシクレノン） | 452         |
|        | 06.    | 11     | 阪神   | 宝塚記念            | GI  | 芝2200m（良） | 16    | 2     | 3     | 004.80（2人）  | 01着     | 02:14.0（37.1）     | -0.1     | 0武豊     | 56        | （フレッシュボイス）   | 452         |
|        | 10.    | 08     | 東京   | 毎日王冠            | GII | 芝1800m（稍） | 8     | 4     | 4     | 009.00（3人）  | 02着     | 01:46.7（34.7）     | -0.0     | 0柴田政人 | 59        | オグリキャップ         | 446         |
|        | 10.    | 29     | 東京   | 天皇賞（秋）        | GI  | 芝2000m（良） | 14    | 5     | 7     | 006.20（4人）  | 06着     | 01:59.8（34.9）     | -0.7     | 0柴田政人 | 58        | スーパークリーク       | 444         |
|        | 11.    | 26     | 東京   | ジャパンC           | GI  | 芝2400m（良） | 15    | 7     | 12    | 014.00（8人）  | 11着     | 02:23.8（37.0）     | -1.6     | 0柴田政人 | 57        | ホーリックス           | 446         |
|        | 12.    | 24     | 中山   | 有馬記念            | GI  | 芝2500m（良） | 16    | 8     | 15    | 016.70（4人）  | 01着     | R2:31.7（35.8）     | -0.0     | 0柴田政人 | 56        | （スーパークリーク）   | 448         |
| 1990.  | 03.    | 11     | 阪神   | 阪神大賞典          | GII | 芝3000m（良） | 6     | 1     | 1     | 002.50（2人）  | 05着     | 03:11.3（37.4）     | -1.2     | 0柴田政人 | 62        | オースミシャダイ       | 448         |
|        | 04.    | 29     | 京都   | 天皇賞（春）        | GI  | 芝3200m（良） | 16    | 4     | 7     | 006.00（2人）  | 02着     | 03:22.0（35.9）     | -0.1     | 0柴田政人 | 58        | スーパークリーク       | 452         |
|        | 06.    | 10     | 阪神   | 宝塚記念            | GI  | 芝2200m（良） | 10    | 2     | 2     | 004.70（2人）  | 04着     | 02:15.1（37.3）     | -1.1     | 0柴田政人 | 56        | オサイチジョージ       | 442         |

## 種牡馬成績

### 主な成績
- ツキフクオー（東京王冠賞、アフター5スター賞）[68]
- イナリコンコルド（大井記念、東京記念、金盃、アフター5スター賞）[69]
- シグナスヒーロー（2着 - 日経賞、ステイヤーズステークス、アメリカジョッキークラブカップ、エプソムカップ、七夕賞）[70]
- ボストンエンペラー（2着 - 愛知杯）[71]
- ミナモトエリモ（高崎オークス、クイーンカップ（高崎））[72]
- セイントピアス（東北ジュニアグランプリ）[73]
- タツミブレン（くろゆり賞（笠松））[74]
- ライジングタイド（中津大賞典）[75]

## 特徴・エピソード
非常に気性が荒く、レース・日常を問わず蹴癖があり、対策として馬房の壁に畳が貼られるなどしていた。こうした気性から、コースで走る際にも極めて強い掛かり癖を見せた。武豊が調教で初騎乗した際には、手綱をがっしりと抑えていたにもかかわらず、これを無視して全速力で2周を走り、「レースでも御し切れないのでは」という不安を抱かせている。小柄ながら力も非常に強く、後年の武は、数々の騎乗馬の内で「一番気の強い馬」「一番パワーのあった馬」として本馬の名を挙げている。
一方、騎手との呼吸が合った時に見せる能力は素晴らしかったとされ、武は「良くも悪くも、凄まじい推進力を持った馬でしたね。軽くてコンパクトなボディーに、超ハイパワーのエンジンを積んでいた、という感じ」と評し、柴田政人は「体全体を使うフォームで、体の小ささを感じさせなかった」と述べ、自身が騎乗した内の最強馬に挙げている。また、イナリワンの調教を行った調教助手の堤敏夫は、騎乗した時の印象について「キャンターに入るまでの感触はガクンガクンとしてあまり良くないが、加速してからの乗り味はすごくいい」と述べている。
なお、武騎乗で天皇賞（春）と宝塚記念を連勝した際、馬主の保手浜はその功に報いるため、武がかねて希望していた渡米を実現させ、現地で自身の所有馬に騎乗させた。これ以降、武は毎年のアメリカ遠征が叶うようになり、「イナリワンは僕に幸運をプレゼントしてくれた馬だった」との謝辞を送っている。

## 血統表
| イナリワンの血統（ミルリーフ系／Nasrullah4.5×4=15.62%） | イナリワンの血統（ミルリーフ系／Nasrullah4.5×4=15.62%） | イナリワンの血統（ミルリーフ系／Nasrullah4.5×4=15.62%） | （血統表の出典） | （血統表の出典） |
| 父 *ミルジョージ Mill George 1975 鹿毛                  | 父の父Mill Reef 1968 鹿毛                               | Never Bend                                              | Nasrullah        | Nasrullah        |
| 父 *ミルジョージ Mill George 1975 鹿毛                  | 父の父Mill Reef 1968 鹿毛                               | Never Bend                                              | Lalun            |                  |
| 父 *ミルジョージ Mill George 1975 鹿毛                  | 父の父Mill Reef 1968 鹿毛                               | Milan Mill                                              | Princequillo     | Princequillo     |
| 父 *ミルジョージ Mill George 1975 鹿毛                  | 父の父Mill Reef 1968 鹿毛                               | Milan Mill                                              | Virginia Water   |                  |
| 父 *ミルジョージ Mill George 1975 鹿毛                  | 父の母Miss Charisma 1967 鹿毛                           | Ragusa                                                  | Ribot            | Ribot            |
| 父 *ミルジョージ Mill George 1975 鹿毛                  | 父の母Miss Charisma 1967 鹿毛                           | Ragusa                                                  | Fantan           |                  |
| 父 *ミルジョージ Mill George 1975 鹿毛                  | 父の母Miss Charisma 1967 鹿毛                           | *マタティナ Matatina                                    | Grey Sovereign   | Grey Sovereign   |
| 父 *ミルジョージ Mill George 1975 鹿毛                  | 父の母Miss Charisma 1967 鹿毛                           | *マタティナ Matatina                                    | Zanzara          |                  |
| 母 テイトヤシマ 1970 鹿毛                               | 母の父*ラークスパー Larkspur 1959 栗毛                  | Never Say Die                                           | Nasrullah        | Nasrullah        |
| 母 テイトヤシマ 1970 鹿毛                               | 母の父*ラークスパー Larkspur 1959 栗毛                  | Never Say Die                                           | Singing Grass    |                  |
| 母 テイトヤシマ 1970 鹿毛                               | 母の父*ラークスパー Larkspur 1959 栗毛                  | Skylarking                                              | Precipitation    | Precipitation    |
| 母 テイトヤシマ 1970 鹿毛                               | 母の父*ラークスパー Larkspur 1959 栗毛                  | Skylarking                                              | Woodlark         |                  |
| 母 テイトヤシマ 1970 鹿毛                               | 母の母ヤシマジェット 1960 鹿毛                          | *ソロナウェー Solonaway                                 | Solferino        | Solferino        |
| 母 テイトヤシマ 1970 鹿毛                               | 母の母ヤシマジェット 1960 鹿毛                          | *ソロナウェー Solonaway                                 | Anyway           |                  |
| 母 テイトヤシマ 1970 鹿毛                               | 母の母ヤシマジェット 1960 鹿毛                          | ヤシマニシキ                                            | *セフト          | *セフト          |
| 母 テイトヤシマ 1970 鹿毛                               | 母の母ヤシマジェット 1960 鹿毛                          | ヤシマニシキ                                            | 神正 F-No.5-h    |                  |

父ミルジョージは地方から中央まで幅広く活躍馬を輩出。イナリワンが年度代表馬を受賞した1989年には、全日本リーディングサイアーを獲得している。母テイトヤシマは仔出しが悪く、イナリワンの出産を最後に繁殖から用途変更となった。直近の近親に活躍馬はいないが、四代母・神正の子（三代母ヤシマニシキの全弟）に二冠馬ボストニアン、子孫にイナリワンと同時期に活躍したバンブーメモリーがいる。